# Paneth Ferenc
Paneth Ferenc (román névváltozat Francisc Panet) (Marosvásárhely, 1907 – Bukarest, 1941. november 7.) román vegyészmérnök és kommunista aktivista, akit a nácibarát hatóságok végeztek ki a második világháború alatt.

## Életrajza
Jómódú zsidó családban született. Az 1920-as években csatlakozott a Kommunista Párt helyi tagozatához. Az 1930-as évek elején a csehszlovákiai Brünnben, a Deutsche Technische Hochschuléban tanult, ahol találkozott két másik román kommunista aktivistával, Valter Romannal és Gabriel Mureșannal. Szerintük Paneth ez idő alatt levelezést folytatott Albert Einsteinnel, 1932-ben még Berlinben is meglátogatta.
1941-ben, a tengely Szovjetunió elleni támadása után Paneth a Román Kommunista Párt által megbízott csoport tagja volt, hogy készítsen robbanóanyagot a Romániában állomásozó német csapatok elleni szabotázsakciókhoz. A csoport, amelyben Paneth felesége, Lili, Ada Marinescu, dr. Kornhauser Adalbert és Nagy Erzsébet laboratóriumot szervezett Paneth bukaresti házának fürdőszobájában. Októberben a Siguranța Statului (Románia titkosrendőrsége) letartóztatta Panethéket, és minden robbanóanyagot elkoboztak.
1941. november 5-én a Paneth házaspárt a jilavai börtönbe szállították. Másnap a Bukaresti Katonai Parancsnokság Hadbírósága kétórás rövid tárgyalása után a Paneth-csoport tagjait halálra ítélték a kommunista pártban való tagságért, valamint "a nemzet biztonsága elleni felforgató tevékenységért". November 7-én a Panetheket kivégezte egy lövészosztag a jilavai börtön melletti erdőben. A kivégzésben részt vevő őrmester szerint, akit Vasile Vaida (egy cellatárs) idézett, Paneth az Internacionálét kezdte énekelni, mielőtt lelőtték.

## Emlékezete
Marosvásárhelyen 1946 és 1964 között utca viselte a nevét.

## Fordítás
Ez a szócikk részben vagy egészben  a   Francisc Panet című angol Wikipédia-szócikk ezen változatának fordításán alapul.  Az eredeti cikk szerkesztőit annak laptörténete sorolja fel. Ez a jelzés csupán a megfogalmazás eredetét és a szerzői jogokat jelzi, nem szolgál a cikkben szereplő információk forrásmegjelöléseként.